# قسم حسين أباد الريفي (مقاطعة عنبر أباد)
قسم حسین أباد الريفي (بالفارسية: دهستان حسین‌آباد) هي منطقة سكنية تقع في إيران في منطقة إسماعيلي. يقدر عدد سكانها بـ 15,890 نسمة .